# Thorictus baudoni
Thorictus baudoni is een keversoort uit de familie spektorren (Dermestidae). De wetenschappelijke naam van de soort werd in 1967 gepubliceerd door Hans John.